# Polythene Pam
Polythene Pam is een lied dat geschreven is door John Lennon van The Beatles. Zoals gebruikelijk in deze periode staat het op naam van Lennon-McCartney. Polythene Pam verscheen in september 1969 op het album Abbey Road, en is het vierde nummer van de Abbey-Road-Medley.

## Ontstaan
De hoofdfiguur in het nummer verwijst naar twee ontmoetingen waarbij polyetheen (Brits-Engels: polythene) een rol speelde. De naam is geïnspireerd op een fan van The Beatles uit de dagen van de Cavern Club, Pat Dawson (toen nog Hodgett), bijgenaamd 'Polythene Pat', omdat ze vaak de kunststof at. Een tweede inspiratiebron was Lennons ontmoeting met een vrouw uit Jersey en een man, die Lennon meebracht naar hun appartement. De dame in kwestie droeg polytheen.

## Structuur en muzikale elementen
Na Mean Mr. Mustard (1 minuut 7 seconden) is Polythene Pam het kortste nummer op de medley. Ook Her Majesty (26 seconden) op dezelfde plaat is nog korter (en meteen het kortste nummer van de band). Polythene Pam volgt meteen op het voorgaande nummer Mean Mr. Mustard en delen ook inhoudelijke elementen. Zo wordt vermeld in het voorgaande nummer dat 'Mean Mr Mustard' een zus genaamd 'Pam' heeft. Het einde van Polythene Pam is een gitaarsolo als outro te horen, waarbij veelvuldig percussie gebruikt wordt. Starr maakt een crescendo op de toms van het drumstel en eindigt met een slag op het crashbekken waarna She Came In through the Bathroom Window begint.
Op de opname kan men zowel McCartney als Lennon horen roepen. McCartney roept 'Yeah!' (0:47), terwijl Lennon doorheen de opname dingen roept als 'great!' (0:47), en 'well, listen to that, Mal' (in feite tijdens de eerste seconden van She Came In through the Bathroom Window), verwijzend naar roadmanager Mal Evans. Tijdens de gitaarsolo is ook iemand op de achtergrond te horen die de maten telt.
Verder valt te horen dat op 0:42 McCartney zijn glissando op de basgitaar 'voorbijschiet'. Bandlid Harrison en producer George Martin vonden dit echter passend voor de compositie en er werd besloten om de fout in de finale opname te behouden.
Ten slotte valt het nummer ook op door het sterke accent van Lennon uit het Merseyside-graafschap, met name de woorden 'girl' en 'world' in de zinsnede 'she's the kind of a girl who makes the News of the World' ('Ze is het type meisje dat in de tabloid News of the World terechtkomt')
Samen met Maxwell's Silver Hammer was Polythene Pam bedoeld voor inclusie in het album The Beatles (beter bekend als The White Album). Aangezien er demo's werden opgenomen van de nummers op The White Album in het huis van Harrison in Esher, Surrey in mei 1968, bestaat er ook een demo van het nummer in de collectie zogenaamde 'Esher-demo's'. Deze heeft enkele tekstuele verschillen met de definitieve versie en is opgenomen in Anthology 3 en de vijftigste verjaardagseditie van The Beatles.

## Muzikanten
Bezetting volgens Philippe Margotin et al.
- Paul McCartney – basgitaar, gitaar, piano (?), achtergrondzang
- John Lennon – zang, gitaar, piano (?)
- George Harrison – leadgitaar, achtergrondzang
- Ringo Starr – drums, percussie, tamboerijn